# 多瑙河畔迪林根县
多瑙河畔迪林根县（Landkreis Dillingen an der Donau）是德国巴伐利亚州的一个县，隶属于施瓦本行政区，位于该行政区北部，首府多瑙河畔迪林根。

## 華語譯名
由於兩岸對於德國行政區「Landkreis」翻譯的不同，台灣稱為「多瑙河畔迪林根郡」；中國大陸稱為「多瑙河畔迪林根县」。

## 地理
多瑙河畔迪林根县北面与多瑙-里斯县，东面和东南面与奥格斯堡县，西南面与金茨堡县，西面与巴登-符腾堡州的海登海姆县相邻。
多瑙河从西南向东北流过该县，在县内总长27千米。多瑙河的河畔和森林今天是自然保护区。在其它地方人造了许多湖泊。多瑙河的南岸过去经常被水淹，这个状况到19世纪河床被直化后不再出现，今天这里主要是草地和畜牧地。在这个低地的边缘则是肥沃的耕地。再向南是丘陵地带，它们属于奥格斯堡西部森林的自然公园。
在多瑙河的左岸施瓦本山延伸到多瑙河畔迪林根县境内。

## 历史
后来成为迪林根伯爵的贵族家族于10世纪在多瑙河河谷定居，他们建造的城堡后来逐渐成为今天迪林根县县城多瑙河畔迪林根的市中心。
迪林根伯爵家族无嗣灭绝后巴伐利亚公国获得了其领地。1268年公国又通过康拉丁的遗产获得了周边的一些今天属于迪林根县的城市。后来公国在这里设立了一个统领和一个法庭。这两个设施可以看作是今天迪林根县的起源。
1258年迪林根市被送给了奥格斯堡主教，最迟从15世纪开始成为奥格斯堡主教的宫廷驻地。1505年由于巴伐利亚公国内部的遗产分配属于巴伐利亚的那些地方被分给了普伐尔茨-诺伊堡。其中一部分又与1700年回到了巴伐利亚选帝侯手中。
19世纪初今天迪林根县内大大小小的贵族领地全部被取消纳入巴伐利亚王国境内。
1804年迪林根地方法院被设立，1808年它的地域与1803年设立的多瑙河畔赫希施泰特的地方法院地域被合并为上多瑙县。1809年又设立了劳因根地方法院。1838年这三个地方法院的地域被划给施瓦本行政区，1862年合并为迪林根地方政府。1804年在今天的县境东部设立了维尔廷根地方法院，由此成立了1862年的维尔廷根地方政府。1878年迪林根市被从地方政府的领域中分出去，成为一个独立的市。1929年维尔廷根获得扩大。1939年1月1日迪林根和维尔廷根合并为多瑙河畔迪林根县。1940年迪林根市又丧失了其独立地位，被并入县。1949年迪林根市再次独立。
1972年6月1日巴伐利亚进行行政区域改革时多瑙河畔迪林根县获得了它今天的形状。在1978年的行政区域改革中县内原来78个市、镇被合并为27个。
1973年10月19日多瑙河畔迪林根县采纳了一个新的县徽。

## 政治
目前的县长是2004年被选的一名自由选民成员。

### 县议会
2008年县议会选举结果如下：
- 拜恩基督教社会联盟24席
- 德国社会民主党10席
- 巴伐利亚自由选民12席
- 德国自由民主党4席
- 未来党4席
- 德国绿党3席
- 德国共和党3席

### 县徽
1973年10月19日确定的县徽采纳了该县历史上的主题。
县徽上方的金色狮子代表着迪林根伯爵领地。中部黑色的霍亨斯陶芬王朝狮子代表着从原维尔廷根县合并进来的地区。下部蓝底金百合花则是迪林根市的市徽。

## 经济和基础结构

### 交通
多瑙河畔迪林根县最重要的交通干线是第16号联邦公路，它从西南向东北贯穿该县并连接附近的县城金茨堡和多瑙沃特。县内没有高速公路通过，但是8号和7号联邦高速公路的连接都非常好。
1876年/77年开设的从金茨堡通往多瑙沃特的多瑙河谷铁路从东向西贯穿迪林根县。县内几乎所有重要城市都位于该铁路上，在金茨堡和多瑙沃特（均不在迪林根县境内）有德国铁路的ICE列車车站。
县内还有三条地方性的铁路。
从1956年至1981年县内原有的68千米长的铁路逐渐被废弃，今天还有35千米被使用。
奥格斯堡的汽车公司运行迪林根县内的公共汽车。